# ANS (бокс-сет)
ANS (или COILANS) — бокс-сет британской экспериментальной группы Coil, вышедший в 2004 году. На ANS собраны композиции, созданные музыкантами на фотоэлектрическом синтезаторе «АНС» русского изобретателя середины XX века Евгения Мурзина. Этот инструмент позволяет синтезировать звук из изображения звуковой волны. Записи были сделаны осенью 2002 года в Московском государственном университете, где находилась копия синтезатора, во время второго визита группы в Москву. Бокс-сет представляет собой расширенное издание одноимённой пластинки 2003 года, выпущенной ограниченным тиражом, и включает три CD и один DVD диск, хотя изначально планировался выход только двойного альбома. Содержание первого диска (СD A) полностью повторяет альбом 2003 года.
На альбоме представлено семь звуковых и четыре аудиовизуальных трека, все они не имеют названий. В работе над записями приняли участие члены Coil Джон Бэланс, Питер Кристоферсон, Оссиан Браун и Тайполсандра, а также друг коллектива российский музыкант Иван Павлов (более известный как CoH). Каждая композиция создавалась одним-двумя музыкантами, но кто именно работал над тем или иным треком не указано. Анимация на DVD диске, иллюстрирующая звуковой ряд композиций, выполнена Питером Кристоферсоном. Бокс-сет оформлен рисунками, которые использовались для создания музыки, а также фотографиями синтезатора «АНС», на вкладыше к альбому рассказана история этого инструмента. Первые 500 копий альбома включали дополнительные рисунки, напечатанные на бумаге ручного изготовления.

## Список композиций
CD A
1. (20:54)
2. (25:38)
3. (29:39)

CD B
1. (26:22)
2. (30:18)

CD C
1. (28:04)
2. (32:06)

DVD
1. (15:36)
2. (10:10)
3. (15:36)
4. (20:55)